# كوجي إيشيكاوا
كوجي إيشيكاوا (باليابانية: 石川晃治) هو فنان ورسام ياباني، ولد في 1968 في أوساكا في اليابان.